# Urbain Kisula Ngoy
Dr. Urbain Kisula Ngoy (18 novembre 1940 - 22 octobre 2018), parfois écrit Urbain Kisula Ngoie, était le gouverneur de la province du Katanga en République démocratique du Congo du 26 mai 2004 à février 2007. Il est membre du PPRD.

## Biographie
Médecin pédiatre, le Dr. Urbain Kisula Ngoy a fait ses études à la Faculté de Médecine de l'Université de Lubumbashi. En 2004, il est nommé gouverneur de la province du Katanga par le président Joseph Kabila. Il remplace l'ex-gouverneur Gabriel Kyungu. Il obtient le poste après avoir été étiqueté à tort Maï-Maï, le groupe ayant droit à un quota de sièges. 
Après avoir quitté son poste de gouverneur en 2007, il obtient le poste de député provincial du Haut-Katanga. Il meurt le 22 octobre 2018 des suites d'une maladie en Afrique du Sud.